# 北朝鲜劳动党第一次代表大会

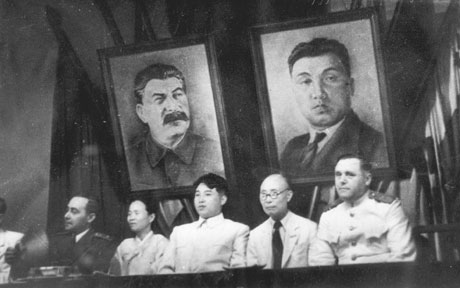
金日成於大會上留影

北朝鲜劳动党第一次代表大会（韓語：북조선로동당 제1차 대회）即朝鲜劳动党一大，是1946年8月北朝鲜劳动党成立后，于1946年8月28日－1946年8月30日在平壤召开的一次会议。其后至1948年2月间，共举行了十二次全会。

## 背景
1943年苏联为拉拢美国将共产国际解散后，各国共产党名义上不再作为支部，但一定程度仍接受苏联共产党中央委员会国际部的指导，1945年10月至1946年7月间，朝鲜共产党北朝鲜分局举行过七次中央会议后将党名改为北朝鲜劳动党，这次大会也被后来的朝鲜劳动党追认为为创党大会（창립대회）。

## 朝鲜共产党北朝鲜分局时期

### 一次会议
- 时间：1945年10月20日

朝鲜共产党北朝鲜分局成立

### 二次扩大会议
- 时间：1945年11月15日

### 三次扩大会议
- 时间：1945年12月17日－18日
- 议程：金日成作关于“党工作中的错误和缺点”的报告

会议推选金日成为朝鲜共产党北朝鲜分局中央总书记。

### 四次扩大会议
- 时间：1946年2月15日
- 议程：金日成作“关于目前党内情况与任务”的报告

### 六次扩大会议
- 时间：1946年4月10日
- 议程：
  - 金日成作“关于土地改革的总结与今后任务”的报告
  - 李冬华作“关于党的组织问题”的报告

### 七次扩大会议
- 时间：1946年6月22日－23日

### 八次扩大会议
- 时间：1946年7月27日

## 北朝鲜劳动党时期

### 一中全会
- 时间：1946年8月31日

会议选举金枓奉为党中央委员会委员长，金日成、许嘉谊为副委员长，同时选出政治委员5名、常务委员13名，并决定中央委员会各部负责人。

### 二中全会扩大会议
- 时间：1946年9月25日
- 议程：
  - 金日成作“关于选举人民委员会委员的报告”
  - 关于发给党证问题的报告
  - 关于党的财政问题的报告

### 三中全会扩大会议
- 时间：1946年11月28日
- 议程：
  - 总结11月3日举行的北朝鲜民主选举工作
  - 讨伦发展党和加强组织、政治教育工作等当前任务

### 四中全会扩大会议
- 时间：1947年2月2日
- 议程：讨论面、里人民委员选举工作的任务

### 六中全会扩大会议
- 时间：1947年3月15日
- 议程：
  - 金日成作“关于消除部分党组织在党的工作上所犯的严重错误和缺点”的报告
  - 金日成作“关于人民委员会委员选举的总结和劳动党在加强人民政权方面的任务”的报告

### 七中全会扩大会议
- 时间：1947年6月16日
- 议程：
  - 关于为建立朝鲜临时政府而与苏美联合委员会进行咨商的报告：选举金日成为参加咨商的党代表

### 九中全会
- 时间：1947年7月24日－25日
- 议程：
  - 关于党组织在执行人民委员会关于总结一九四七年人民经济恢复发展计划上半年执行情况的决定方面应如何加以协助的报告
  - 平安南道、江原道和黄海道党组织的工作总结报告
  - 关于“八·一五解放二周年纪念筹备计划”的报告

### 十中全会
- 时间：1947年9月13日
- 议程：党组织对社会团体工作的领导情况

### 十一中全会
- 时间：1947年12月23日
- 议程：
  - 关于北朝鲜劳动党各级领导机关的工作总结和改选及召开第二次全党大会
  - 关于选举修改党纲、党章委员会
  - 关于党组织在执行一九四八年第一季度人民经济计划方面进行协助的方针
  - 组织问题

### 十二中全会
- 时间：1948年2月9日
- 议程：
  - 各级党组织在执行一九四八年人民经济计划方面的具体任务
  - 关于讨论朝鲜临时宪法草案问题
  - 关于延期召开全党大会问题